# Iphiaulax obscuricarinatus
Iphiaulax obscuricarinatus är en stekelart som beskrevs av Cameron 1911. Iphiaulax obscuricarinatus ingår i släktet Iphiaulax och familjen bracksteklar. Inga underarter finns listade i Catalogue of Life.